# دست‌های نرم
دست‌های نرم (عربی: الأيدي الناعمة) یک فیلم به کارگردانی محمود ذوالفقار است که در سال ۱۹۶۴ منتشر شد. از بازیگران آن می‌توان به صباح اشاره کرد.